# Jorge Barón Biza
Jorge Baron Biza (Córdoba, 22 de mayo de 1942-ibidem, 9 de septiembre de 2001) fue un escritor, periodista, traductor, editor, escritor fantasma, docente y crítico argentino, hijo del también escritor Raúl Baron Biza y de la pedagoga y dirigente radical Rosa Clotilde Sabattini.

## Biografía
Su padre, Raúl Baron Biza, (millonario, pornógrafo, escritor) arrojó ácido en el rostro de su madre, de la que se estaba divorciando tras un matrimonio mal avenido y tormentoso; y tras ello se suicidó.
Su madre, Rosa Clotilde Sabattini, hija del gobernador de Córdoba Amadeo Sabattini, tras penosos intentos por reconstruir su cara con decenas de operaciones en América y Europa, se quitaría la vida años después, en 1978; y luego sus dos hijos, también afectados psíquicamente por estas traumáticas experiencias: primero María Cristina en 1988 y por último Jorge en 2001.
Tuvo una vida completamente desarraigada. A los cuatro años recaló en Friburgo (Suiza) arrastrado por un primer exilio político; a los ocho estuvo en la cárcel de mujeres del Buen Pastor, donde bajo el gobierno de Perón su madre fue encarcelada (1950); a los nueve la familia entera se asiló en Montevideo. Tras el suicidio del padre, estuvo viviendo un tiempo emigrado con su madre en Milán y en Nueva York, por razones no solo médicas sino también políticas (su militancia radical y la persecución de la dictadura).

## Trayectoria laboral
Colaboró desde 1968 en distintos medios editoriales argentinos como corrector, redactor, editor, traductor y negro literario (Editorial Kapelusz, Arte al Día, Clarín y Radar,. Fue profesor de Estética en la Universidad Nacional de Córdoba y en la Universidad Nacional de Catamarca. Leyó a Thomas Mann y tradujo a Marcel Proust.[cita requerida]

## Muerte y legado
Asmático, alcohólico secreto, sin relaciones sentimentales fijas y aquejado por una profunda depresión, se suicidó el 9 de septiembre de 2001. Su agitada pero triste vida fue narrada en El desierto y su semilla (1998), novela autopublicada que ha sido traducida al italiano, al holandés, al francés y al inglés. Póstumamente, apareció una recopilación de su labor periodística, Por dentro todo está permitido (2010).

## Obra

### Novelas
- 1998: El desierto y su semilla

### Ensayos
- 2010: Por dentro todo está permitido

### Artículos
- 1999: Los cordobeses en el fin del milenio (en colaboración con Rosita Halac)
- 2000: La cámara mística de Bill Viola (en el periódico La voz del interior)

## Críticas
- Rafael Reig sobre El desierto y su semilla:
- Daniel Link sobre El desierto y su semilla:
- Nora Domínguez sobre El desierto y su semilla:
- Función Lenguaje Ernesto Bottini sobre El desierto y su semilla
- Blood Will Out de Alejandro Chacoff, revista The New Yorker Aug. 6 & 13, 2018